# Beni Arós
Beni Arós (en árabe: بني عروس‎, en lenguas bereberes: ⴱⵏⵉ ⵄⵕⵓⵙ, en francés: Bni Arouss) es una comuna rural en la provincia de Larache de la región de Tánger-Tetuán-Alhucemas, al norte de Marruecos. En el censo de 2004, la comuna contaba con una población total de 10.288 personas que vivían en un total de 2.019 casas. En 2014, este número se redujo a 8.193 habitantes, con un único extranjero y el resto marroquíes.
La principal villa de esta comuna es Zoco el Jemís de Beni Arós (en árabe: سوق الخميس لبني عروس‎, en francés: Souk-Khémis-des-Beni-Arouss), que significa «el zoco de los jueves», pues semanalmente se da un mercado en ese día. El pueblo se encuentra a la falda del Monte Alam (en árabe: جبل العلم‎) ubicado en las terminaciones de las montañas rifeñas, en el país Yebala. 
En esta comuna se encuentran el mausoleo de Abd al-Salam bin Mishish y la zauía de Sidi Heddi. Durante la colonización española, la cabila de Beni Arós formó parte de la provincia de Locus, y fue escenario de la Operación militar de Beni Arós, en 1927.

## Etimología
El nombre se refiere también a la tribu magrebí de Beni Arós ('los hijos de Arós'), que reside en esta área y que habla el dáriya. Posee una etimología similar a la ciudad española de Vinaroz.